# Centrolene robledoi
A Centrolene robledoi a kétéltűek (Amphibia) osztályába, a békák (Anura) rendjébe, ezen belül az üvegbékafélék (Centrolenidae) családjának Centrolene nemébe tartozó faj.

## Előfordulása
Kolumbiában él, endemikus élőlény. Természetes élőhelye a szubtrópusi és trópusi alföldi- és hegyi erdők valamint folyóvizek. A fajt élőhelyének pusztulása veszélyezteti.